# Giorgos Merkis
Giorgos Merkis (Grieks: Γιώργος Μερκής; Limasol, 30 juli 1984) is een Cypriotisch voormalig voetballer die doorgaans speelde als centrale verdediger. Tussen 2001 en 2022 was hij actief voor Apollon Limasol en APOEL Nicosia. Merkis maakte in 2006 zijn debuut in het Cypriotisch voetbalelftal en kwam uiteindelijk tot vierenvijftig interlandoptredens.

## Clubcarrière
Merkis speelde in de jeugdopleiding van Apollon Limasol en in het seizoen 2001/02 maakte hij ook zijn debuut in het eerste elftal. Gedurende vijftien seizoenen was hij actief bij Apollon, waarmee hij eenmaal kampioen werd en tweemaal de beker binnenhaalde. In januari 2016, nadat hij in de eerste helft van het seizoen 2015/16 niet in actie was gekomen, werd de verbintenis van Merkis in onderling overleg ontbonden. Nog op dezelfde dag als zijn vertrek bij Apollon, wist Merkis een nieuwe club te vinden, namelijk regerend landskampioen APOEL Nicosia. Bij APOEL zette hij zijn handtekening onder een verbintenis voor de duur van anderhalf seizoen. Op 2 april 2016 tekende de verdediger voor zijn eerste competitiedoelpunt in het shirt van APOEL, uitgerekend tegen zijn oude club Apollon. Nadat die club al een uur leidde met een voorsprong van 1–2, schoot Merkis in de vijfde minuut van de blessuretijd de gelijkmaker tegen de touwen. In zijn eerste halve jaar werd hij direct kampioen met APOEL, waarvoor het de vierde titel op rij was. Medio 2021 verliet Merkis de club en na een half seizoen zonder club besloot hij op zevenendertigjarige leeftijd een punt te zetten achter zijn actieve loopbaan.

## Clubstatistieken
| Seizoen | Club            | Competitie | Competitie | Competitie | Beker | Beker | Internationaal | Internationaal | Totaal | Totaal |
| Seizoen | Club            | Competitie | Wed.       | Dlp.       | Wed.  | Dlp.  | Wed.           | Dlp.           | Wed.   | Dlp.   |
| ------- | --------------- | ---------- | ---------- | ---------- | ----- | ----- | -------------- | -------------- | ------ | ------ |
| 2001/02 | Apollon Limasol | A Divizion | ?          | ?          | ?     | ?     | 0              | 0              | ?      | ?      |
| 2002/03 | Apollon Limasol | A Divizion | ?          | ?          | ?     | ?     | —              | —              | ?      | ?      |
| 2003/04 | Apollon Limasol | A Divizion | ?          | ?          | ?     | ?     | —              | —              | ?      | ?      |
| 2004/05 | Apollon Limasol | A Divizion | ?          | ?          | ?     | ?     | —              | —              | ?      | ?      |
| 2005/06 | Apollon Limasol | A Divizion | ?          | ?          | ?     | ?     | —              | —              | ?      | ?      |
| 2006/07 | Apollon Limasol | A Divizion | ?          | ?          | ?     | ?     | 2              | 0              | 2      | 0      |
| 2007/08 | Apollon Limasol | A Divizion | ?          | ?          | ?     | ?     | —              | —              | ?      | ?      |
| 2008/09 | Apollon Limasol | A Divizion | ?          | ?          | ?     | ?     | —              | —              | ?      | ?      |
| 2009/10 | Apollon Limasol | A Divizion | 25         | 0          | 0     | 0     | —              | —              | 25     | 0      |
| 2010/11 | Apollon Limasol | A Divizion | 25         | 2          | 1     | 0     | 0              | 0              | 26     | 2      |
| 2011/12 | Apollon Limasol | A Divizion | 25         | 1          | 2     | 1     | —              | —              | 27     | 2      |
| 2012/13 | Apollon Limasol | A Divizion | 14         | 2          | 6     | 0     | —              | —              | 20     | 2      |
| 2013/14 | Apollon Limasol | A Divizion | 29         | 1          | 6     | 0     | 8              | 0              | 43     | 1      |
| 2014/15 | Apollon Limasol | A Divizion | 26         | 3          | 2     | 0     | 7              | 0              | 34     | 3      |
| 2015/16 | Apollon Limasol | A Divizion | 0          | 0          | 0     | 0     | 0              | 0              | 0      | 0      |
| 2015/16 | APOEL Nicosia   | A Divizion | 13         | 1          | 4     | 0     | 0              | 0              | 17     | 1      |
| 2016/17 | APOEL Nicosia   | A Divizion | 20         | 2          | 5     | 0     | 8              | 0              | 33     | 2      |
| 2017/18 | APOEL Nicosia   | A Divizion | 26         | 0          | 6     | 0     | 7              | 1              | 39     | 1      |
| 2018/19 | APOEL Nicosia   | A Divizion | 26         | 0          | 7     | 1     | 1              | 0              | 34     | 1      |
| 2019/20 | APOEL Nicosia   | A Divizion | 18         | 6          | 2     | 1     | 12             | 2              | 32     | 9      |
| 2020/21 | APOEL Nicosia   | A Divizion | 22         | 1          | 2     | 0     | 2              | 0              | 26     | 1      |
| Totaal  | Totaal          | Totaal     | 377        | 27         | 43    | 4     | 47             | 3              | 467    | 34     |

## Interlandcarrière
Merkis maakte in 2006 zijn debuut in het Cypriotisch voetbalelftal. Op 1 maart werd in een oefenduel met 2–0 gewonnen van Armenië. De verdediger mocht van bondscoach Angelos Anastasiadis elf minuten voor het einde van het duel invallen voor Stelios Okkaridis. De andere debutant dit duel was Nektarios Alexandrou (APOEL Nicosia). Na deze interland moest Merkis tot 2010 wachten op zijn tweede interland. Hierna was hij vier jaar een vrij vaste kracht in de defensie van het Cypriotische nationale elftal. Op 16 november 2014 speelde hij zijn dertigste interland, toen hij in een kwalificatiewedstrijd voor het EK 2016 tegen Andorra de gehele wedstrijd meespeelde. Na tien minuten spelen opende Merkis de score, waarna Giorgos Efraim zijn land met drie doelpunten naar de overwinning schoot. Door een benutte strafschop van Demetris Christofi werd de eindstand 5–0.
| Interlands van Giorgos Merkis voor Cyprus | Interlands van Giorgos Merkis voor Cyprus | Interlands van Giorgos Merkis voor Cyprus | Interlands van Giorgos Merkis voor Cyprus | Interlands van Giorgos Merkis voor Cyprus | Interlands van Giorgos Merkis voor Cyprus | Interlands van Giorgos Merkis voor Cyprus |
| №                                         | Datum                                     | Wedstrijd                                 | Uitslag                                   | Competitie                                | Goals                                     |                                           |
| Als speler bij Apollon Limasol            | Als speler bij Apollon Limasol            | Als speler bij Apollon Limasol            | Als speler bij Apollon Limasol            | Als speler bij Apollon Limasol            | Als speler bij Apollon Limasol            | Als speler bij Apollon Limasol            |
| ----------------------------------------- | ----------------------------------------- | ----------------------------------------- | ----------------------------------------- | ----------------------------------------- | ----------------------------------------- | ----------------------------------------- |
| 1                                         | 1 maart 2006                              | Cyprus – Armenië                          | 2 – 0                                     | Vriendschappelijk                         |                                           |                                           |
| 2                                         | 16 november 2010                          | Cyprus – IJsland                          | 0 – 0                                     | Vriendschappelijk                         |                                           |                                           |
| 3                                         | 16 november 2010                          | Cyprus – Andorra                          | 1 – 0                                     | Vriendschappelijk                         |                                           |                                           |
| 4                                         | 3 september 2010                          | Portugal – Cyprus                         | 4 – 4                                     | EK 2012 kwalificatie                      |                                           |                                           |
| 5                                         | 8 oktober 2010                            | Cyprus – Noorwegen                        | 1 – 2                                     | EK 2012 kwalificatie                      |                                           |                                           |
| 6                                         | 12 oktober 2010                           | Denemarken – Cyprus                       | 2 – 0                                     | EK 2012 kwalificatie                      |                                           |                                           |
| 7                                         | 16 november 2010                          | Jordanië – Cyprus                         | 0 – 0                                     | Vriendschappelijk                         |                                           |                                           |
| 8                                         | 8 februari 2011                           | Cyprus – Zweden                           | 0 – 2                                     | Vriendschappelijk                         |                                           |                                           |
| 9                                         | 26 maart 2011                             | Cyprus – IJsland                          | 0 – 0                                     | EK 2012 kwalificatie                      |                                           |                                           |
| 10                                        | 29 maart 2011                             | Cyprus – Bulgarije                        | 0 – 1                                     | Vriendschappelijk                         |                                           |                                           |
| 11                                        | 10 augustus 2011                          | Cyprus – Moldavië                         | 3 – 2                                     | Vriendschappelijk                         |                                           |                                           |
| 12                                        | 2 september 2011                          | Cyprus – Portugal                         | 0 – 4                                     | EK 2012 kwalificatie                      |                                           |                                           |
| 13                                        | 6 september 2011                          | IJsland – Cyprus                          | 1 – 0                                     | EK 2012 kwalificatie                      |                                           |                                           |
| 14                                        | 7 oktober 2011                            | Cyprus – Denemarken                       | 1 – 4                                     | EK 2012 kwalificatie                      |                                           |                                           |
| 15                                        | 11 oktober 2011                           | Noorwegen – Cyprus                        | 3 – 1                                     | EK 2012 kwalificatie                      |                                           |                                           |
| 16                                        | 11 november 2011                          | Cyprus – Schotland                        | 1 – 2                                     | Vriendschappelijk                         |                                           |                                           |
| 17                                        | 29 februari 2012                          | Cyprus – Servië                           | 0 – 0                                     | Vriendschappelijk                         |                                           |                                           |
| 18                                        | 29 februari 2012                          | Bulgarije – Cyprus                        | 1 – 0                                     | Vriendschappelijk                         |                                           |                                           |
| 19                                        | 7 september 2012                          | Albanië – Cyprus                          | 3 – 1                                     | WK 2014 kwalificatie                      |                                           |                                           |
| 20                                        | 11 september 2012                         | Cyprus – IJsland                          | 1 – 0                                     | WK 2014 kwalificatie                      |                                           |                                           |
| 21                                        | 8 juni 2013                               | Zwitserland – Cyprus                      | 1 – 0                                     | WK 2014 kwalificatie                      |                                           |                                           |
| 22                                        | 6 september 2013                          | Noorwegen – Cyprus                        | 2 – 0                                     | WK 2014 kwalificatie                      |                                           |                                           |
| 23                                        | 10 september 2013                         | Cyprus – Slovenië                         | 0 – 2                                     | WK 2014 kwalificatie                      |                                           |                                           |
| 24                                        | 11 oktober 2013                           | IJsland – Cyprus                          | 2 – 0                                     | WK 2014 kwalificatie                      |                                           |                                           |
| 25                                        | 5 maart 2014                              | Cyprus – Noord-Ierland                    | 0 – 0                                     | Vriendschappelijk                         |                                           |                                           |
| 26                                        | 27 mei 2014                               | Japan – Cyprus                            | 1 – 3                                     | Vriendschappelijk                         |                                           |                                           |
| 27                                        | 9 september 2014                          | Bosnië en Herzegovina – Cyprus            | 1 – 2                                     | EK 2016 kwalificatie                      |                                           |                                           |
| 28                                        | 10 oktober 2014                           | Cyprus – Israël                           | 1 – 2                                     | EK 2016 kwalificatie                      |                                           |                                           |
| 29                                        | 13 oktober 2014                           | Wales – Cyprus                            | 2 – 1                                     | EK 2016 kwalificatie                      |                                           |                                           |
| 30                                        | 16 november 2014                          | Cyprus – Andorra                          | 5 – 0                                     | EK 2016 kwalificatie                      | 10'                                       |                                           |
| 31                                        | 28 maart 2015                             | België – Cyprus                           | 5 – 0                                     | EK 2016 kwalificatie                      |                                           |                                           |
| 32                                        | 10 oktober 2015                           | Israël – Cyprus                           | 1 – 2                                     | EK 2016 kwalificatie                      |                                           |                                           |
| 33                                        | 25 mei 2016                               | Servië – Cyprus                           | 2 – 1                                     | Vriendschappelijk                         |                                           |                                           |
| Als speler bij APOEL Nicosia              |                                           |                                           |                                           |                                           |                                           |                                           |
| 34                                        | 25 maart 2017                             | Cyprus – Estland                          | 0 – 0                                     | WK 2018 kwalificatie                      |                                           |                                           |
| 35                                        | 9 juni 2017                               | Gibraltar – Cyprus                        | 1 – 2                                     | WK 2018 kwalificatie                      |                                           |                                           |
| 36                                        | 31 augustus 2017                          | Cyprus – Bosnië en Herzegovina            | 3 – 2                                     | WK 2018 kwalificatie                      |                                           |                                           |
| 37                                        | 10 oktober 2017                           | België – Cyprus                           | 4 – 0                                     | WK 2018 kwalificatie                      |                                           |                                           |
| 38                                        | 10 november 2017                          | Georgië – Cyprus                          | 1 – 0                                     | Vriendschappelijk                         |                                           |                                           |
| 39                                        | 13 november 2017                          | Armenië – Cyprus                          | 3 – 2                                     | Vriendschappelijk                         |                                           |                                           |
| 40                                        | 23 maart 2018                             | Cyprus – Montenegro                       | 0 – 0                                     | Vriendschappelijk                         |                                           |                                           |
| 41                                        | 20 mei 2018                               | Jordanië – Cyprus                         | 3 – 0                                     | Vriendschappelijk                         |                                           |                                           |
| 42                                        | 6 september 2018                          | Noorwegen – Cyprus                        | 2 – 0                                     | Nations League 2018/19                    |                                           |                                           |
| 43                                        | 9 september 2018                          | Cyprus – Slovenië                         | 2 – 1                                     | Nations League 2018/19                    |                                           |                                           |
| 44                                        | 13 oktober 2018                           | Bulgarije – Cyprus                        | 2 – 1                                     | Nations League 2018/19                    |                                           |                                           |
| 45                                        | 16 oktober 2018                           | Slovenië – Cyprus                         | 1 – 1                                     | Nations League 2018/19                    |                                           |                                           |
| 46                                        | 16 november 2018                          | Cyprus – Bulgarije                        | 1 – 1                                     | Nations League 2018/19                    |                                           |                                           |
| 47                                        | 19 november 2018                          | Cyprus – Noorwegen                        | 0 – 2                                     | Nations League 2018/19                    |                                           |                                           |
| 48                                        | 21 maart 2019                             | Cyprus – San Marino                       | 5 – 0                                     | EK 2020 kwalificatie                      |                                           |                                           |
| 49                                        | 24 maart 2019                             | Cyprus – België                           | 0 – 2                                     | EK 2020 kwalificatie                      |                                           |                                           |
| 50                                        | 6 september 2019                          | Cyprus – Kazachstan                       | 1 – 1                                     | EK 2020 kwalificatie                      |                                           |                                           |
| 51                                        | 10 oktober 2019                           | Kazachstan – Cyprus                       | 1 – 2                                     | EK 2020 kwalificatie                      |                                           |                                           |
| 52                                        | 13 oktober 2019                           | Cyprus – Rusland                          | 0 – 5                                     | EK 2020 kwalificatie                      |                                           |                                           |
| 53                                        | 16 november 2019                          | Cyprus – Schotland                        | 1 – 2                                     | EK 2020 kwalificatie                      |                                           |                                           |
| 54                                        | 19 november 2019                          | België – Cyprus                           | 6 – 1                                     | EK 2020 kwalificatie                      |                                           |                                           |

## Erelijst
| Competitie      |                 |                                    |                 |                 |
| Competitie      | Aantal          | Jaren                              |                 |                 |
| Apollon Limasol | Apollon Limasol | Apollon Limasol                    | Apollon Limasol | Apollon Limasol |
| --------------- | --------------- | ---------------------------------- | --------------- | --------------- |
| A Divizion      | 1               | 2005/06                            |                 |                 |
| Beker           | 2               | 2009/10, 2012/13                   |                 |                 |
| APOEL Nicosia   |                 |                                    |                 |                 |
| A Divizion      | 4               | 2015/16, 2016/17, 2017/18, 2018/19 |                 |                 |